# تاريخ نظرية الزمر
تاريخ نظرية الزمر، وهي فرع من الرياضيات يدرس الزمر بأشكالها المختلفة، تطور في جبهات مختلفة ومتوازية. لنظرية الزمر ثلاثة جذور تاريخية، وهي نظرية المعادلات الجبرية ونظرية الأعداد والهندسة. كان كل من جوزيف لاغرانج ونيلس هنريك أبيل وإيفاريست جالوا من أوائل الباحثين في مجال نظرية الزمر.

## بداية القرن التاسع عشر

### تطور زمر التبديلات
من الجذور المؤسِسة لنظرية الزمر، ماولات حلحلة المعادلات الحدودية من الدرجة الرابعة فما فوق.

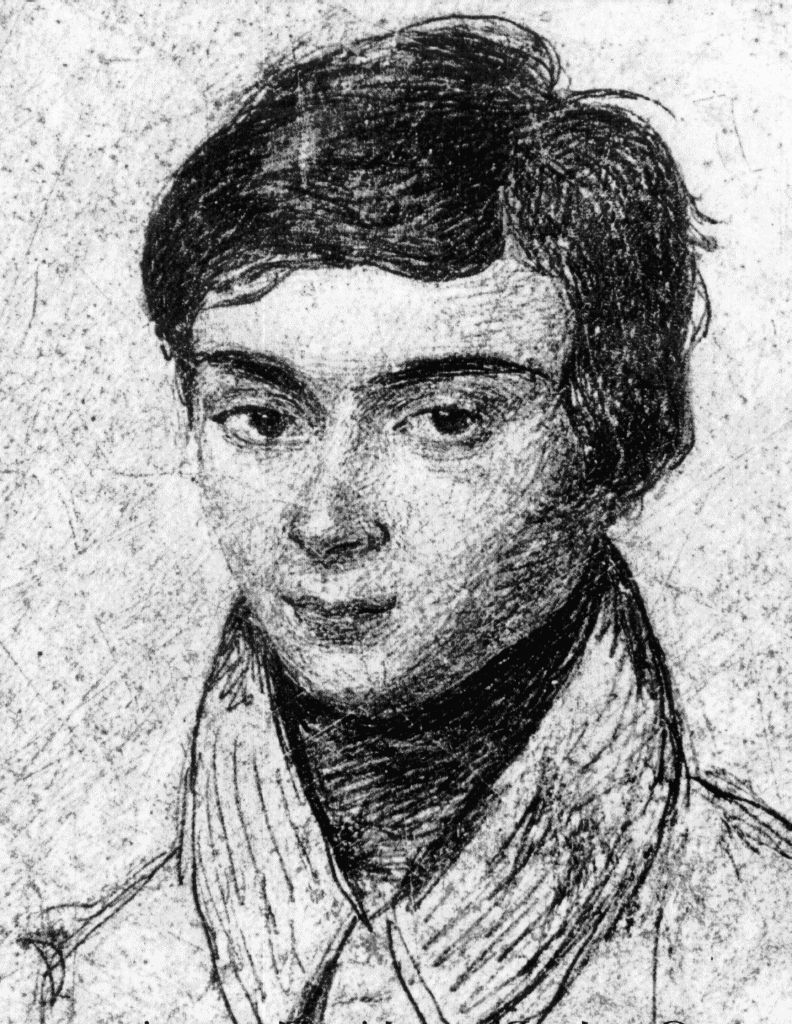
غالوا عندما كان عمره خمسة عشر عاما كما رسمه زميل له.

### الزمر وعلاقتها مع الهندسة الرياضية

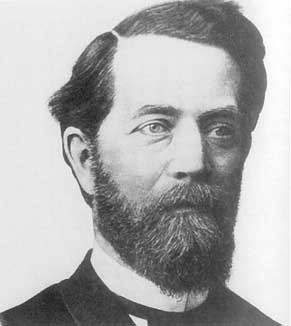
فيلكس كلاين

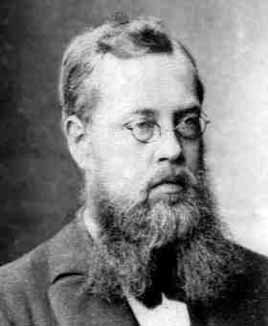
سوفوس لي

ثانيا، يرجع الفضل في استعمال نظرية الزمر في الهندسة الرياضية إلى فيليكس كلاين، في عمل له عنوانه برنامج ارلنغن كتبه عام 1872. يتجلى هذا الاستعمال أساسا في زمر التماثل. دراسة ما يسمى حاليا بزمر لي ابتدأت في عام 1884 من طرف سوفوس لي. عمل بعده في ذلك كل من فيلهيلم كيلينغ وإدوارد ستودي وإيساي شور ولودفيش مورير وإيلي كارتن. أسس نظرية الزمر المتقطعة كل من فيليكس كلاين و سوفوس لي وهنري بوانكاريه وشارل إيميل بيكارد، في ارتباط خاصة مع الأشكال النمطية والاقتراب الأحادي.

### ظهور الزمر في نظرية الأعداد

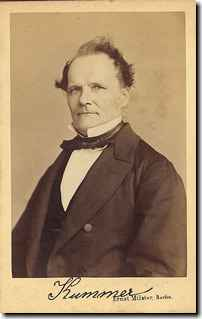
إرنشت كومر

الأصل الثالث لنظرية الزمر هو نظرية الأعداد. بعض من بُنى الزمر الأبيلية استُعمل بشكل غير مباشر في أعمال غاوس، وبشكل مباشر من طرف ليوبلد كرونكر. أخذت المحاولات الأولى للبرهنة على مبرهنة فيرما الأخيرة أهمية كبيرة عندما درس إرنشت كومر علاقة الزمر مع الأعداد الأولية.
عمل في مجال نظرية الزمر كل من جوزيف ألفريد سيريت وكامي جوردان ويوجين نيتو وجوزيف لويس فرانسوا بيرتراند وشارل هيرمت وفرديناند جورج فروبنيوس وليوبلد كرونكر وإميل ماتيو وويليام برنسايد وليونارد يوجين ديكسون وأوتو هولدر وإي. إتش مور وهاينريش مارتين فيبر.

## نهاية القرن التاسع عشر
انظر إلى أرثور كايلي وإلى وولتر فون ديك وإلى ماكس ديهن وغيرهم.
انظر إلى نظرية الزمر التوافقية.

## نهاية القرن العشرين
عرفت العشرون سنة الأخيرة من القرن العشرين انتصارات كبيرة لأكثر من مائة عام من دراسة نظرية الزمر.
انظر إلى مبرهنة أونان-سكوط وإلى نظرية العقد.

## حاليا
حاليا، لا تزال نظرية الزمر تدرس بشكل مكثف. يمكن أن تستنتج أهميتها الكبيرة، ككل، بالنسبة إلى الرياضيات المعاصرة، بالنظر إلى جائزة أبيل لعام 2008، التي أعطت إلى عالمي رياضيات نظرا إلى مساهمتهما في نظرية الزمر.